# Herrschaft Spremberg

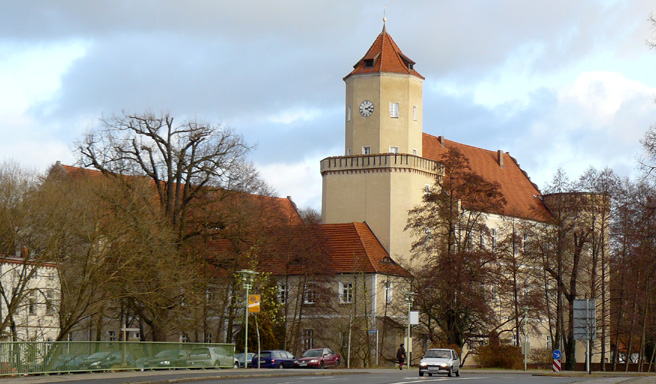
Das Schloss Spremberg (2007), Zentrum der Herrschaft Spremberg

Die Herrschaft Spremberg war eine kleine Adelsherrschaft in der Markgrafschaft Niederlausitz. Ihr Territorium umfasste überwiegend die heutige Stadt Spremberg und zu kleineren Teilen die heutigen Gemeinden Felixsee und Neuhausen/Spree (Landkreis Spree-Neiße, Land Brandenburg).  Die Herrschaft Spremberg wird zuerst Ende des 13. Jahrhunderts in Urkunden erwähnt.  1367 kam sie mit der Niederlausitz unter böhmische Lehenshoheit. 1635 wurde der  Wettiner Johann Georg I., der zugleich sächsischer Kurfürst war, mit den Markgrafschaften Nieder- und Oberlausitz belehnt. 1656/57 fiel die Niederlausitz und damit die Herrschaft Spremberg an das Sekundogeniturfürstentum Sachsen-Merseburg. Herzog Christian I. von Sachsen-Merseburg erwarb 1665 zunächst Burg und Stadt Spremberg, 1680 auch den Rest der Herrschaft. Herzog Heinrich, der jüngste Sohn von Christian I. machte Spremberg 1731 zu seiner Residenz. 1738 erlosch die Linie Sachsen-Merseburg und die Herrschaft fiel an das Kurfürstentum Sachsen zurück und wurde 1755 in ein kurfürstlich-sächsisches Amt, das Amt Spremberg umgewandelt. Seit 1815 gehörte das Amt zum Kreis Spremberg im Königreich Preußen und wurde nun als Rentamt Spremberg bezeichnet. 1874 wurde es aufgelöst.

## Lage
Das Amt Spremberg lag im Süden des heutigen Landes Brandenburg um die Stadt Spremberg. Es grenzte 1790 im Norden und Osten an ritterschaftliche Gebiete und das Königreich Preußen, im Süden an die Herrschaften Muskau und Hoyerswerda und im Westen an ritterschaftliche Gebiete und an Preußen.

## Geschichte
Im Durchbruchstal der Spree durch den Höhenzug des Niederlausitzer Grenzwall, am einzigen Spreeübergang der näheren Umgebung für die Straße Leipzig – Schlesien, die hier auch noch von der Straße Dresden – Frankfurt/Oder gekreuzt wird, entstand in der Flussniederung vermutlich im 12. Jahrhundert eine Wasser- oder Sumpfburg, die diesen wichtigen Spreeübergang deckte. Wann die Stadt auf einer Flussinsel gegründet wurde, ist nicht bekannt, jedoch fand die Stadtgründung wohl im 13. Jahrhundert statt. 1301 erscheint das „castrum et oppidum“ Spremberg in den Urkunden. Die Burg bildete sich zum Zentrum einer kleinen Herrschaft heraus.

### Ende 13. und Anfang 14. Jahrhundert
1282 war auf der Burg Spremberg mit Johannes de Spremberc ein wettinisches Ministerialengeschlecht ansässig, das sich nach der Burg von Spremberg nannte. Sie kommen als Gründer der Stadt in Frage. 1318 erscheint ein Conradus dictus de Spremberg in den Urkunden. Möglicherweise war die Burg aber schon ab 1300 in den Besitz der Herren von Kittlitz gekommen, denn in diesem Jahr machte Heinrich von Kittlitz der Stadt Spremberg eine Schenkung. Die Herrschaft muss bald darauf an die Grafen von Schwarzburg-Wachsenburg gekommen sein. 1348 bis 1352 saß Günther der Jüngere Graf von Schwarzburg-Wachsenburg, wahrscheinlich der Sohn des deutschen (Gegen-)Königs Günther XXII. auf der Burg in Spremberg. Günther von Schwarzburg war 1350 Gastgeber einer Fürstenversammlung, die sich zum Vorgehen gegen den „falschen Waldemar“ beriet. Am 7. Januar 1360 kaufte Kaiser Karl IV. die Herrschaft Spremberg für 5050 Schock Prager Groschen von Günther von Schwarzburg. Die Niederlausitz war seit 1353 in wettinischem Pfandbesitz (Friedrich III., der Strenge), ausgenommen davon war aber Burg und Stadt Spremberg. Kaiser Karl IV. hielt sich zumindest 1363 auf der Burg Spremberg auf. 1367 verkaufte der brandenburgische Markgraf und Kurfürst Otto V., „der Faule“ die Niederlausitz an die böhmische Krone. Die Herrschaft Spremberg ging 1377 an den Sohn Kaiser Karl IV., Herzog Johann von Görlitz, der Burg und Stadt Spremberg 1395 seinem Marschall und Rat Otto von Kittlitz, Herr der Herrschaft Baruth in der Oberlausitz verpfändete. Otto von Kittlitz war von 1389 bis 1394 Landvogt der Niederlausitz, von 1406 bis 1410 war er Landvogt der Oberlausitz. Johann von Görlitz war bei Otto von Kittlitz mit 2086 Schock böhmischer Groschen verschuldet.

### 15. Jahrhundert
Die Herrschaft Spremberg ging nach Otto an seine Söhne Hans und Otto, die 1408 die Herrschaft Baruth an Nicol von Gersdorf, genannt Bock verkauften. Vermutlich starb Hans bald darauf, denn in einer Urkunde vom 22. Februar 1411 wird Otto von Kittlitz als alleiniger Herr von Spremberg genannt. 1428 belehnten Otto von Kittlitz und vermutlich schon sein Enkel Otto der Jüngste von Kittlitz den Otto von Berge mit den Gerichten in Spremberg.
Vermutlich in der zweiten Hälfte der 1480er Jahre kamen Georg und Sigismund von Kittlitz, die gemeinsam mit der Herrschaft Spremberg belehnt waren, in Österreich auf unbekannte Weise um. Es kam nun zum Streit, wer die Herrschaft erben sollte, die Schwester der beiden Brüder oder der Halbbruder Johann (Hans) von Kittlitz. Letzterer setzte sich offensichtlich in seinen Ansprüchen durch und bot spätestens 1497 dem Landvogt der Niederlausitz Heinrich III. von Plauen die Herrschaft Spremberg zum Verkauf an. Hans von Kittlitz war der Meinung, dass Heinrich von Plauen drei Pfandbriefe zu 500, 2086 und 1000 Schock böhmischer Groschen einzulösen habe. Das Prager Kammergericht sah das anders und urteilte 1498, dass Heinrich von Plauen nur die beiden ersten Pfandbriefe einzulösen hatte. Da dieser den Kaufpreis nicht sofort aufbringen konnte und ihm 1200 Gulden schuldig blieb, behielt sich Johann von Kittlitz die Dörfer Hornow, Bohsdorf, Bagenz und Sellessen pfandweise auf fünf Jahre vor.

### 16. Jahrhundert
1502 erwarb Heinrich von Plauen von Otto von Kittlitz die Herrschaft Spremberg mit einem Vertrag. 1504 wurde  er als Landvogt der Niederlausitz abgesetzt, weigerte sich jedoch, die Herrschaft Spremberg abzugeben
Nun eskalierten die Streitigkeiten.  Sein Schloss wurde zum Stützpunkt von Fehderitter und „Landschädigern“, die von hier aus ihre Streifzüge in die Niederlausitz, besonders in die brandenburgische Herrschaft Cottbus unternahmen. Daraufhin wurde Heinrich von Plauen wegen Landfriedensbruch vor Gericht geladen. Da er nicht erschien, nahm der neue Landvogt der Niederlausitz Georg von Schellenberg die Burg Spremberg mit Hilfe des brandenburgischen Kurfürsten Joachim I. mit Gewalt ein. Durch einen Schiedsspruch von König Vladislav wurde Heinrich für den Verlust der Herrschaft noch mit 2000 Gulden entschädigt, die Herrschaft wurde den niederlausitzischen Ständen übertragen. Da diese die Entschädigung nicht sofort in voller Höhe aufbringen konnten, behielt sich der König eine Hälfte der Herrschaft als Pfand.
Die Geschichte der Herrschaft ist in den Folgejahren schlecht dokumentiert. In dieser Zeit war vermutlich Lacek von Sternberg vorübergehend im Besitz der Herrschaft. 1562 erwarb der Landvogt der Niederlausitz Bohuslav Felix von Lobkowitz und Hassenstein die eine Hälfte der Herrschaft Spremberg von den niederlausitzischen Landständen um 2000 Gulden, und nur wenig später 1564 die andere Hälfte um 3000 Gulden und 1200 Thalern von Ferdinand I. 1566 erhielt er von Kaiser Maximilian II. die Herrschaft Spremberg als erbliches Lehen. Die Spremberger Ritterschaft weigerte sich jedoch ihn als Herr anzuerkennen. Vermutlich wegen dieser Schwierigkeiten verkaufte er die Herrschaft nur zwei Jahre später für 30.000 Gulden an den Landrichter Kaspar von Minckwitz auf Drehna. Aber auch er konnte sich nicht so recht gegen den sprembergischen Adel durchsetzen, sodass Kaiser Maximilian seinem niederlausitzischen Landvogt Jaroslav von Kolowrat in einem Brief von 1571 befahl, die Rechte des Minckwitz durchzusetzen. Zu dieser Zeit gehörten zur Herrschaft neben Schloss und Stadt Spremberg die Dörfer Großbuckow, Slamen, Kantdorf, Gosda, Proschim und Welzow sowie zwei Bauern in Graustein. 1577 hatte er von Hans von Schütz eine Hälfte des Dorfes Trattendorf erwerben können, die andere Hälfte erhielt er als Geschenk von Kaiser Maximilian. 1584 verkaufte Kaspar von Minckwitz die Herrschaft Spremberg an Karl von Kittlitz. Ausgenommen vom Verkauf waren die Dörfer Gosda, Proschim und Welzow. Karl von Kittlitz erhielt am 13. November 1584 einen Lehnbrief über die Herrschaft Spremberg. Mitbelehnt waren seine Brüder Kaspar, Leonhard und Dietrich auf Mallmitz/Małomice (früher Kreis Sagan, heute Powiat Żagański), Eisenberg/Rudawica (früher Landkreis Sprottau, heute Powiat Żagański) und Fürstenau/Milin (früher Landkreis Neumarkt, heute Powiat Wrocławski), seine Vatersbrudersöhne Adam und Friedrich von Kittlitz auf Ottendorf/Ocice (früher Landkreis Bunzlau, heute Powiat Bolesławiecki), die Vettern Georg von Kittlitz zu Eichberg/Dąbrowa Bolesławiecka (Landkreis Bunzlau, heute Powiat Bolesławiecki) und Laßel von Kittlitz, fürstlicher Rat und seine Brüder in Zauche/Sucha Górna (?) (Landkreis Glogau, heute Powiat Polkowicki), Zeisdorf/Cieciszów (früher Landkreis Sprottau, heute Powiat Żagański) und Bußda (Buchwald?) (Landkreis Glogau) sowie Wolf und Abraham von Kittlitz zu Schweidnitz/Świdnica (Landkreis Schweidnitz, heute Powiat Świdnicki) und Burglehn Steinau/Ścinawa (früher Kreis Steinau, heute Powiat Lubiński) und Alexander von Kittlitz zu Zeisdorf.
Karl von Kittlitz war aber schon vor dem Erwerb der Herrschaft in der Umgebung von Spremberg begütert gewesen und konnte sich so eine vergleichsweise große Herrschaft aufbauen. So gehörte ihm Reuthen samt der Burg, Schönheide, eine Mühle vor Spremberg, sechs Hufen in Terpe, sechs Hufen in Slamen, eine Mühle und eine Hufe in Hornow, die „Mannschaft an Klein Düben“, ein Freihof in der Stadt Spremberg und ein Altarlehn in der Pfarrkirche in Spremberg. Dieser Besitz gehört schon 1527 dem Jakob von Kittlitz und vor diesem dessen Vater Hans von Kittlitz. Einige Weinberge vor der Stadt waren um 1530 an den Landvogt Heinrich Tunkel von Bernitzko verkauft worden, der sie an den Rat der Stadt weitergab. Karl von Kittlitz gelang 1590 noch der Erwerk von einem Drittel von Klein Loitz (Wendisch Loja, heute Gemeinde Felixsee) mit dem Vorwerk und des Weiteren Getreidezinsen von der Mühle zu Bühlow. 1589 erhielt er vom Landvogt das Privileg, dass er das alleinige Recht zur Lumpensammlung in der Niederlausitz hatte. Karl von Kittlitz ließ um diese Zeit eine Papiermühle bauen. 1593 war das „Neue Vorwerck“ zu Spremberg und das Vorwerk „Im Winkel“ in seinen Besitz gekommen. Kurz nach 1593 ließ er einen Kupferhammer errichten. 1595 wurde er noch Landvogt der Niederlausitz, 1598 verstarb er. 1607 erwarben Karls Söhne, Karl, Siegmund und Seyfried noch das Dorf Weskow.

### 17. Jahrhundert
Nach dem am 16. Oktober 1607 für Siegmund und Seyfried von Kittlitz ausgestellten Lehnbrief gehörten zur Herrschaft Spremberg:
- Schloss und Stadt Spremberg mit allen Gebäuden
- eine Wasser- und Papiermühle
- ein Hammer und ein Kornhaus
- eine Ziegelscheune
- ein Vorwerk, ein Weinberg und die Zölle und Zollgerechtigkeiten in der Stadt Spremberg
- Zölle und Zollgerechtigkeiten im Städtlein Drebkau und im Dorf Graustein
- Bühlow (heute Gemeindeteil im Ortsteil Sellessen der Stadt Spremberg)
- Trattendorf (heute Ortsteil der Stadt Spremberg)
- Groß Buckow (devastiert, war 1984 nach Spremberg eingemeindet worden)
- Slamen (Wohnplatz der Stadt Spremberg)
- Sellessen (Ortsteil der Stadt Spremberg)
- Cantdorf (Wohnplatz der Stadt Spremberg)
- der Winkel vor Spremberg
- Graustein (Teilbesitz: 3 Erbbauern) (Ortsteil der Stadt Spremberg)
- die Reuthensche Heide (Reuthen ist heute ein Ortsteil der Gemeinde Felixsee)
- die Bagenzer Heide, darin die von Löben für ihr Haus Holzungsgerechtigkeit haben, die Gulisch genannt, mit Zubehör (Bagenz ist ein Ortsteil der Gemeinde Neuhausen/Spree)
- dem geistlichen und weltlichen Lehn (?)
- 1/3 an Gut Klein Loitz (heute ein Ortsteil der Gemeinde Felixsee)
- 1/3 Scheffel Zinsgetreide auf der Mühle zu Bühlow

1623 erhielt Seyfried die Herrschaft als Alleinbesitz, sein Bruder hatte Mallmitz, Eisenberg und Kunzendorf bei Sprottau/Chichy erhalten. Der Sohn von Karl, der 1623 schon verstorben war, ein Georg von Kittlitz hatte Ottendorf erhalten. 1630 gelang Seyfried nach der Erwerb von Kochsdorf und einen weiteren Anteil an Graustein hinzu. Der Dreißigjährige Krieg brachte für Seyfried von Kittlitz große finanzielle Schwierigkeiten und einen Herrscherwechsel. 1635 war der sächsische Kurfürst Johann Georg I. mit den Markgrafschaften Nieder- und Oberlausitz belehnt. Seyfried von Kittlitz musste 1648 den Anteil an Klein Loitz an Adam Leupold verkaufen. 1649 musste er gar die gesamte Herrschaft Spremberg an Dr. Philipp Lochmann auf Schönaich und Klein Bösitz verpfänden. 1658 war die Herrschaft mit 27.000 Gulden verschuldet, bei einem taxierten Wert von nur 21.594 Gulden.
1656/57 fiel die Niederlausitz und damit die Herrschaft Spremberg an das Sekundogeniturfürstentum Sachsen-Merseburg unter Herzog Christian I. Seyfried von Kittlitz wurde 1666 der erste Oberamtsregierungspräsident der Niederlausitz, wie der bisherige Landvogt nun unter der Regierung von Christian I. genannt wurde.
Nach der Landtagsordnung von 1669 gehörte die Herrschaft Spremberg zusammen mit dem Abt von Neuzelle, den Standesherrschaften Dobrilugk, Friedland und Schenkendorf, den Herrschaften Forst und Pförten, Sorau, Leuthen, Sonnenwalde, Drehna, Straupitz, Lieberose, Lübbenau und Amtitz zur Herrenkurie. Die zwei anderen Stände waren die Ritterkurie und die Städtekurie.
Herzog Christian I. von Sachsen-Merseburg erwarb 1665 zunächst Burg und Stadt Spremberg, 1680 auch den Rest der Herrschaft. 1689 wurde ein neues Urbar und Erbregister für die Herrschaft Spremberg erstellt. Danach gehörten zur Herrschaft die Dörfer (oder Anteile):
- Groß Buckow
- Slamen
- Trattendorf
- Sellessen
- Bühlow
- Cantdorf
- Graustein
- Kochsdorf
- Weskow
- Groß Luja
- Türkendorf (Anteil: 2 Bauern)

### 18. Jahrhundert
Ab 1731 residierte Christians jüngster Sohn Herzog Heinrich in Spremberg, der auch das Schloss ausbauen ließ. Schon 1696 nahm er gelegentlich seinen Aufenthalt in Spremberg. Nach dem Tod des Heinrich 1738 fiel das Herzogtum Sachsen-Merseburg wieder an die Kurfürsten von Sachsen zurück. 1755 wurde die Herrschaft Spremberg in ein kurfürstlich-sächsisches Amt, das Amt Spremberg umgewandelt. Noch vor 1738 kam das Etablissement Heinrichsfeld (heute ein Wohnplatz der Stadt Spremberg) hinzu.

### 19. Jahrhundert
An der Wende zum 19. Jahrhundert gehörten zum Amt Spremberg:
- Stadt und Schloss Spremberg
- Ober- und Unter-Slamen
- Cantdorf
- Kochsdorf
- Groß Buckow
- Bühlow
- Sellessen
- Groß Luja
- Weskow
- Graustein
- Trattendorf

1815 musste das Königreich Sachsen die Niederlausitz und damit auch den Kreis Spremberg und das Amt Spremberg an das Königreich Preußen abtreten. Im Zuge dieser Kreisreform wurden dem Kreis Spremberg auch einige Exklaven benachbarter Kreis zugewiesen. Umgekehrt wurden einige Exklaven des Kreises Spremberg anderen Kreisen zugeteilt. Außerdem wurde er mit dem Amt Hoyerswerda zum Kreis Spremberg-Hoyerswerda vereinigt. Nur wenige Jahre später, 1824, wurde diese Zusammenlegung wieder rückgängig gemacht. In der Kreisreform von 1952 wurde der Kreis neu zugeschnitten und 1993 mit den Landkreisen Cottbus-Land, Guben und Forst zum Landkreis Spree-Neiße vereinigt.
Das Amt Spremberg verlor 1815 die meisten früheren Befugnisse und wurde nun als Rentamt Spremberg bezeichnet, d. h. es zog nur noch die Abgaben der amtsangehörigen Dörfer ein. 1824 kamen vom (Rent-)Amt Hoyerswerda die Dörfer Klein Buckow (Wohnplatz von Spremberg), Proschim (Stadt Welzow), Schönheide und Terpe (letztere Orte sind Ortsteile der Stadt Spremberg) zum Rentamt Spremberg. Das Rentamt Spremberg (und damit der letzte Rest der Herrschaft Spremberg) wurde 1874 aufgelöst.

## Die adligen Freihäuser in der Stadt Spremberg

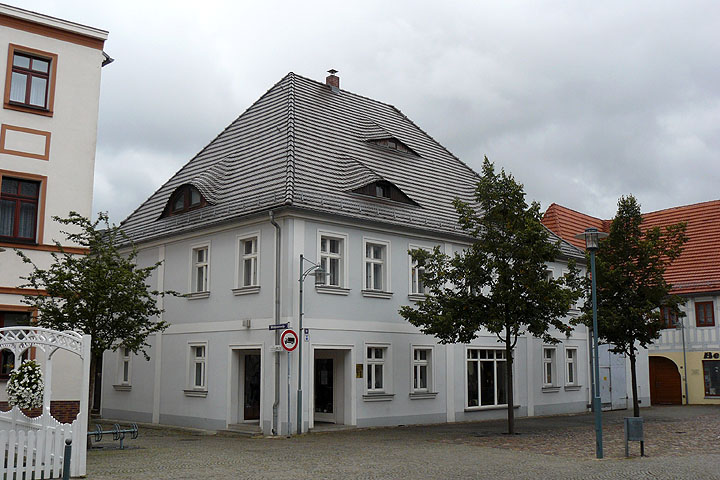
Von Kittlitzsches Freihaus Lange Straße 31. Es handelt sich nicht um das ursprüngliche Gebäude des von Kittlitz, sondern um ein neues, 1706 nach dem großen Stadtbrand errichtetes Gebäude

In der Stadt Spremberg gab es vermutlich acht adelige Freihäuser, d. h. Adelssitze in und vor der Stadt, die von allen Lasten an den Magistrat der Stadt befreit waren und auch sonstige Sonderrechte und Privilegien hatten. Im Urbarium und Erbregister der Herrschaft Spremberg von 1689/91 werden noch sechs Freihäuser genannt, von denen eines abgebrannt war und wüst lag. Im 18. Jahrhundert gab es daher nur noch fünf Freihäuser.
- das Reichenbach-Zedlitz’sche Freihaus
- das von Landskron-Zedlitzsche Freihaus
- das von Haverlandsche Freihaus
- das von Kittlitzsche Freihaus
- das von Schütz’sche Freihaus
- das Leopoldsche Freihaus
- das von Waltersdorf-Knobloch’sche Freihaus
- das Peter Henen-v. Köckritz’sche Freihaus

Letztere zwei Freihäuser waren vor 1689 verschwunden. 1831 waren die verbliebenen sechs Freihäuser der Stadt einverleibt worden; sie behielten aber immer noch einige Privilegien.